# Microwave Imaging Radiometer with Aperture Synthesis
Radiòmetre de Microones amb Síntesi d'Obertura (en (anglès) Microwave Imaging Radiometer with Aperture Synthesis, MIRAS) és l'instrument principal en el satèl·lit SMOS de l'ESA. MIRAS és un radiòmetre d'apertura de síntesi per interferometria distribuït en un espai bidimencional en forma de 'Y'. L'objectiu d'aquest instrument és mesurar la radiació emesa espontaneament per la terra per a poder estimar la salinitat dels oceans i la humetat del sòl.
Consta dúna una antena plana composta d'un cos central i tres telescòpics, braços desplegables, un total de 69 receptors. Cada receptor es compon d'un mòdul LICEF, que detecta la radiació en l'espectre de microones, específicament a la banda L, tant en polaritzacions horitzontal i vertical. L'obertura dels detectors LICEF, plana en la disposició sobre MIRAS, apunten directament cap a la superfície de la Terra com les òrbites dels satèl·lits. La disposició i l'orientació de MIRAS fa que l'instrument d'un 2-D interferomètric radiòmetre.
El contractista principal instrument MIRAS va ser EADS-CASA Espacio, la fabricació de la càrrega útil de SMOS sota contracte de l'ESA.

## LICEF
El detector LICEF es compon d'una sonda antena element, amb dos parells de sondes per polaritzacions lineals ortogonals, l'alimentació de dos canals de recepció en un paquet compacte i lleuger darrere de l'antena. recull radiació tèrmica emesa per la Terra prop d'1,4 GHz al microones Banda L, amplifica 100 dB, i es digitalitza amb 1-bit quantificació. MIER comunicaciones és el subcontractista.